# Incidente de Petrich
O incidente em Petrich ou a Guerra do Cachorro Fugido, foi uma crise greco-búlgara em 1925, em que houve uma pequena invasão feita por um simples "cão grego" até Petrich, terra búlgara, próximo da fronteira, após a morte de um soldado grego que resolveu ir atrás do seu cão, lá um sentinela avistou o soldado grego e o matou. O incidente terminou depois de uma deliberação da Liga das Nações.

## Antecedentes
As relações entre a Grécia e a Bulgária haviam sido tensas desde o início do século XX. Houve problemas minoritários entre os dois países, também problemas sobre a questão macedônia e a atividade dos Komitadjis. Todos esses problemas causaram muitas disputas e muitos conflitos de fronteira entre a Grécia e a Bulgária. O clima estava tenso e escalada poderia ocorrer a qualquer momento.

## Incidente
Teria começado em 19 de outubro, quando um soldado grego correu atrás de seu cachorro que havia cruzado o outro lado da fronteira com a Grécia na passagem de Demirkapia em Belasitsa, assim, às vezes o episódio é conhecido como a Guerra do Cachorro Fugido. A fronteira era guardada por sentinelas da Bulgária, e um deles atirou no soldado grego.
De acordo com jornais da época, o incidente de fronteira greco-búlgaro foi provocado quando os soldados búlgaros violaram as fronteiras gregas, atacaram um posto grego em Belles e mataram um capitão grego e um sentinela.

## Reação búlgara e grega
A Bulgária explicou que o disparo foi devido a um mal-entendido e expressou seu pesar. Além disso, o governo búlgaro propôs a formação de uma comissão mista de oficiais gregos e búlgaros para investigar o incidente, mas o governo grego respondeu que se recusa enquanto soldados búlgaros permanecerem em território grego.
Além disso, o governo ditatorial do general grego Theodoros Pangalos emitiu um ultimato à Bulgária, dando um prazo de 48 horas ; a Grécia em seu ultimato exigiu:
- a punição dos responsáveis;[12]
- um pedido oficial de desculpas;[13]
- dois milhões de francos franceses, como compensação para as famílias das vítimas.[14][15]

Além disso, a Grécia enviou soldados para a Bulgária para ocupar a cidade de Petrich com o objetivo de cumprir as exigências gregas para reparação.

## Intervenção internacional
A Bulgária ordenou que suas tropas fornecessem apenas uma resistência simbólica e apelou à Liga das Nações para intervir no litígio. Voluntários e veteranos de guerra de toda a região foram convocados para se juntar à resistência. Do outro lado, a Grécia deixou claro que não estava interessada no território búlgaro, mas exigiu uma compensação.
A Liga ordenou:
1. cessar-fogo;
2. as tropas gregas deveriam retirar da Bulgária; e
3. a Grécia deveria pagar uma compensação para a Bulgária.

Ambos os países aceitaram a decisão, embora a Grécia reclamasse da disparidade entre o seu tratamento e o da Itália no incidente de Corfu, em 1923, uma vez que a decisão mostrou que havia duas regras diferentes na Liga: uma para as grandes potências, como a Itália, e outra para as menores, como Grécia.
A compensação que a Grécia tinha de pagar pelo dano material e moral foi £ 45.000 e deveria pagá-lo em dois meses.